# Aneurisma cerebrale
Un aneurisma cerebrale è una malformazione vascolare a carico delle arterie cerebrali, di aspetto sacculare o fusiforme. L'aneurisma sacciforme è tipicamente costituito da una porzione ristretta detta colletto, che collega il vaso originale a una cupola. Sono caratterizzati da un aspetto piccolo e rotondo.
L'esatta incidenza di tale patologia è sconosciuta; da studi autoptici, l'incidenza è stimata intorno al 5%. Oggi è comunemente accettato che gli aneurismi sono lesioni acquisite, legate a un processo degenerativo che coinvolge il tessuto connettivo della parete del vaso, in cui l'aterosclerosi probabilmente gioca un ruolo molto importante insieme ad altri fattori (fumo, ipertensione, diabete). Vi sono altre condizioni patologiche meno comuni in cui gli aneurismi cerebrali possono verificarsi; tra loro ci sono alcune malattie sistemiche del tessuto connettivo, come la displasia fibromuscolare, la sindrome di Ehlers-Danlos, la sindrome di Marfan, la neurofibromatosi, il rene policistico e la coartazione aortica.

## Anatomia

Il poligono di Willis, un vasto sistema di anastomosi arteriose a pieno canale presente alla base della scatola cranica.

La sede di un aneurisma cerebrale è più comunemente in corrispondenza della biforcazione o di varianti anatomiche anomale nel decorso di vasi arteriosi cerebrali. Le sedi più frequenti di sviluppo di un aneurisma sono a livello dell'arteria cerebrale media, dell'arteria comunicante anteriore e della arteria comunicante posteriore. Inizialmente l'aneurisma è accolto nello spazio subaracnoideo, ma man mano che le sue dimensioni aumentano esso prende contatto con le formazioni cerebrali limitrofe (tessuto cerebrale, nervi cranici ecc.).
A livello macropatologico si distinguono tre varianti morfologicamente distinte:
- aneurisma sacculare (la più frequente);
- aneurisma fusiforme;
- aneurisma a seguito di dissecazione.

## Epidemiologia
La frequenza di riscontro di sanguinamento da aneurisma cerebrale in una popolazione sana è di circa 5 nuovi casi all'anno ogni 100 000 abitanti. Tutte le età possono essere colpite, con una prevalenza del periodo tra i trenta e i sessant'anni di vita. Dopo un primo episodio emorragico aumentano le probabilità di nuove emorragie.
Gli aneurismi sacciformi sono relativamente frequenti; fino al 6% degli individui ne è portatore.

## Patogenesi
Diversi fattori entrano in gioco in questo tipo di patologia: predisposizione genetica, fumo, ipertensione, dislipidemia, diabete e malattie del tessuto connettivo.

## Manifestazioni cliniche

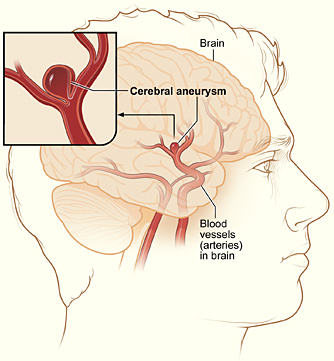
Schema che illustra un aneurisma cerebrale

Gli aneurismi intracranici sono più frequenti nei pazienti in età adulta, con una predominanza tra le donne.
Nel 90% dei casi, l'aneurisma si presenta con una emorragia subaracnoidea, ossia un ictus emorragico caratterizzato da uno spandimento di sangue nello spazio subaracnoideo di variabile entità: sintomi e segni correlati possono essere cefalea intensa a tipo trafittivo, vomito, perdita di coscienza e neuropatia, ovvero paralisi oculomotoria, in particolare nel caso di aneurismi dell'arteria basilare, della arteria cerebrale posteriore e del tratto intracavernoso della carotide. Sintomi visivi, dovuti alla compressione del chiasma e/o del nervo ottico e talvolta idrocefalo, a causa o dello spandimento emorragico o della compressione del terzo ventricolo, quest'ultima presente in aneurismi di grandi dimensioni che coinvolgono l'arteria comunicante anteriore (AcomA) e nelle lesioni del tratto carotido-oftalmico. Sintomi come risultato di compressione cerebrale possono verificarsi in aneurismi grandi dell'arteria basilare e dell'arteria cerebrale media (MCA).
Nel restante 10% dei casi, durante esami diagnostici (RM, TC) eseguiti per altri motivi, si fa diagnosi di aneurisma cerebrale (cosiddetti aneurismi non rotti o freddi); in questo caso, in base alle dimensioni della sacca, alla sua forma, alla sua locazione, ai vari fattori di rischio, il neurochirurgo o il neuroradiologo interventista suggerirà o meno l'intervento.

## Esami diagnostici
Il primo esame da eseguire in caso di emorragia da aneurisma cerebrale è la tomografia computerizzata (TC), procedura non invasiva che ha reso inutile la puntura lombare precedentemente praticata e, con le ricostruzioni tridimensionali attualmente possibili, permette di affrontare sia i problemi di emergenza (entità dell'emorragia, presenza di edema cerebrale e idrocefalo), sia una dimostrazione dettagliata dell'aneurisma, con tutti i suoi rapporti tridimensionali col parenchima cerebrale e i vasi arteriosi satelliti all'aneurisma, elementi indispensabili a una corretta pianificazione terapeutica.
L'angiografia dei vasi cerebrali è l'esame tradizionalmente utilizzato nella diagnosi dettagliata degli aneurismi cerebrali: è un esame invasivo in quanto si pratica con catetere intravasale introdotto dall'arteria femorale in modo retrogrado lungo l'aorta sino ai vasi d'interesse (arterie carotidi e vertebrali). Dall'interno di uno di questi, si inietta del mezzo di contrasto iodato, che permette la visualizzazione dei soli vasi, studiandone le caratteristiche.

## Trattamento degli aneurismi

### Trattamento medico
Nelle prime ore dall'accoglienza in pronto soccorso, in base alla stadiazione clinica (gradi I-IV secondo Hunt e Hess), a quella radiologica (TAC, tomografia assiale computerizzata) ed eventualmente angiografica, si procede per priorità al trattamento delle conseguenze dell'emorragia subaracnoidea, delle sue eventuali complicazioni e dell'aneurisma. Una volta assicurate le capacità vegetative (funzioni cardiache e respiratorie) del paziente e valutata la necessità di un drenaggio ventricolare esterno, nel caso d'idrocefalo acuto, si procede a inviare il paziente al trattamento.

### Trattamento chirurgico o endovascolare

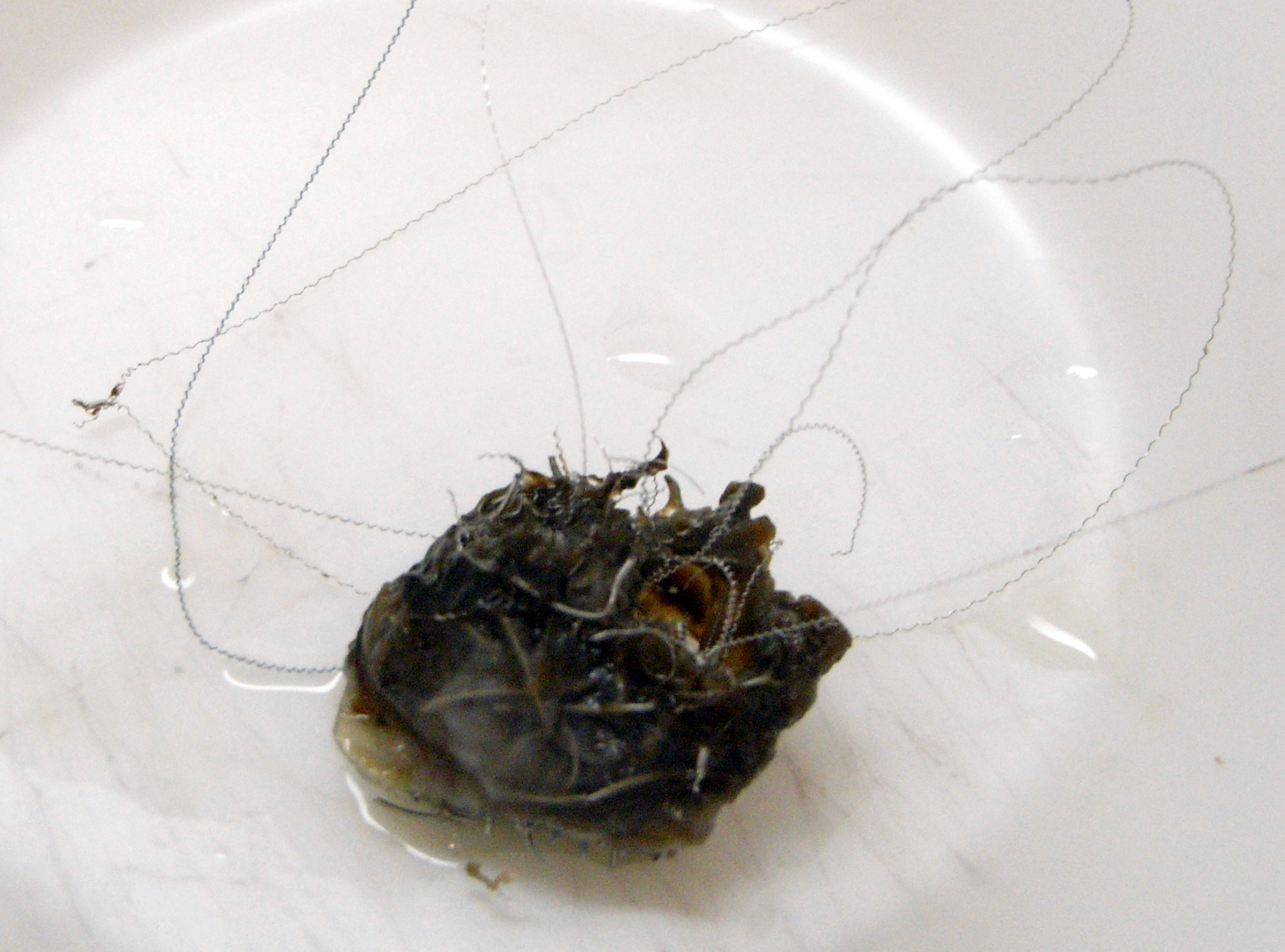
Asportazione di un aneurisma dell'arteria media cerebrale con più spirali.

La chirurgia degli aneurismi cerebrali richiede un'attenta valutazione multifattoriale, che soltanto in centri di elevata esperienza, dotati di tutte le risorse tecnologiche e delle possibili alternative terapeutiche, può essere effettuata mantenendo i rischi entro limiti accettabili. In sintesi il paziente con aneurisma cerebrale dovrebbe poter essere trattato alternativamente dal neurochirurgo o dal neuroradiologo interventista. I fattori da valutare ai fini del trattamento sono le condizioni cliniche del paziente (scala HH), il tempo trascorso dalla rottura dell'aneurisma, la conformazione anatomica dell'aneurisma e la presenza di complicanze (ematoma intraparenchimale, edema cerebrale, vasospasmo e idrocefalo). Di questi, la presenza di ematoma cerebrale con effetto massa, la sede anatomica e la conformazione dell'aneurisma stesso sono tra i fattori più rilevanti nella scelta del trattamento.
Il trattamento di un aneurisma cerebrale può avvenire mediante due modalità:
- Approccio endovascolare (coiling, remodeling, stenting): eseguito nelle unità di neuroradiologia interventistica, è sempre più spesso considerato come l'opzione di primo livello visti gli ottimi risultati di trattamento associati alla mini-invasività. Viene eseguito posizionando un microcatetere nell'aneurisma, sotto la guida dei raggi X di un angiografo a sottrazione d'immagine. Si procede quindi all'esclusione dell'aneurisma dal circolo cerebrale attraverso l'embolizzazione, ovvero il riempimento della sacca aneurismatica con dispositivi intrasacculari (in passato piccoli palloni distaccabili, oggi spirali metalliche) al fine di impedire un nuovo sanguinamento. Per gli aneurismi non rotti, accanto dell'embolizzazione, diviene sempre più frequente l'impiego di dispositivi a diversione di flusso; si tratta di dispositivi simili a stent che modificano l'emodinamica regionale, ricostruiscono l'endotelio vascolare e favoriscono la trombizzazione e la progressiva riduzione dimensionale dell'aneurisma.
- Approccio neurochirurgico (clipping): si procede all'esclusione dell'aneurisma dal circolo cerebrale mediante l'applicazione di una (o più) "clip" sul colletto dell'aneurisma, ossia sulla porzione d'impianto dell'aneurisma sull'arteria di origine. Pur progressivamente sostituito dall'approccio endovascolare per la minore invasività, è ancora il trattamento di scelta nel caso in cui sia presente un voluminoso ematoma intracranico o negli aneurismi dell'arteria cerebrale media.

## Complicanze
Le complicanze possibili in questo tipo di patologia sono sostanzialmente riconducibili a due:
- idrocefalo: questo tipo di complicanza può essere trattata mediante il posizionamento di un drenaggio ventricolare esterno (DVE);
- vasospasmo, che rappresenta la complicanza più temibile: infatti non esiste una terapia in grado di annullare questo rischio, ma solo di ridurlo, mediante l'utilizzo di calcio-antagonisti (nimodipina). Il picco d'incidenza maggiore del vasospasmo è tra il 7 e il 14gg dopo l'emorragia. Nel caso di vasospasmo moderato e grave, vi possono essere delle lesioni ischemiche che possono portare a danni neurologici più o meno importanti; nel caso di lesioni ischemiche molto estese, il vasospasmo può condurre alla morte.

Complicanze meno frequenti sono le crisi epilettiche, che possono essere parziali o generalizzate.

## Conclusioni
A queste apparentemente facili definizioni corrisponde in realtà un'approfondita conoscenza anatomica "in vivo" degli spazi subaracnoidei, della patologia vascolare cerebrale, del decorso di tutti i vasi cerebrali e possibili varianti, di un'abilità di dissezione microanatomica, di un'ottima manualità chirurgica e, non ultimo, di una preparazione psicologica a un lavoro che comporta grande affiatamento di tutta l'équipe chirurgico-anestesiologica e capacità di prevedere e far fronte con la calma sufficiente a situazioni a elevatissima tensione emotiva.
Il trattamento degli aneurismi cerebrali richiede un'attenta valutazione multifattoriale, che può essere effettuata solo in centri di elevata esperienza, dotati di tutte le risorse tecnologiche (TC multistrato, RM, angiografo e terapia intensiva) e delle possibili alternative terapeutiche (approccio endovascolare o chirurgico).
Il paziente con aneurisma cerebrale dovrebbe poter essere valutato ed eventualmente trattato alternativamente dal neurochirurgo vascolare o dal neuroradiologo interventista, esperti in questo tipo di patologia.